# Custode della genesi
Custode della genesi (Keeper of Genesis, ripubblicato negli Stati Uniti col titolo The Message of the Sphinx) è un libro di archeologia alternativa scritto in collaborazione dagli autori e saggisti britannici Graham Hancock e Robert Bauval, rispettivamente giornalista e ingegnere. La teoria alla base del libro sostiene che la creazione della statua della Grande Sfinge di Giza, ma anche delle tre maggiori Piramidi di Giza, possa essere spinta indietro nel tempo ad un'epoca remota, all'incirca al 10.500 a.C., e che tale datazione sarebbe ottenuta utilizzando dati astronomici.
Il libro è stato pubblicato in italiano da TEA, in tedesco da List.

## Contenuti
Partendo dal presupposto che l'intero complesso architettonico fatto erigere dagli antichi egizi della Piana di Giza contenga un qualche messaggio in codice, vengono inizialmente messe in campo prove geologiche indicanti che i segni di profonda erosione presenti sui fianchi della Sfinge siano stati causati da un millennio di piogge incessanti.
Tali condizioni climatiche esistevano in terra d'Egitto solamente alla fine dell'ultima era glaciale, tra il 10 e il 9000 a.C.; il che significa che la Sfinge potrebbe non essere vecchia di 4.500 anni bensì arrivare fino a 12.000.
Gli autori proseguono, utilizzando a tale scopo simulazioni al computer della volta celeste, che le 3 grandi Piramidi, rappresentanti le tre stelle della Cintura di Orione, assieme con le strade rialzate e tutti gli allineamenti associati, costituiscano una rappresentazione terrena, impressa nella pietra, di com'era il cielo all'equinozio di primavera nel 10.500 a.C.
Questo particolarissimo momento storico, sostengono Hancock e Bauval, rappresenta lo Zep Tepi, ossia il "Primo Tempo" della cosmogonia egizia, indicato spesso nei geroglifici. Gli autori affermano anche che i rituali d'iniziazione dei faraoni egizi replicano sulla terra il viaggio del Sole attraverso le costellazioni in quest'epoca remota, finendo con l'asserire che un'ipotetica "sala dei ricordi", con conservati documenti primordiali di una civiltà perduta precedente la storia conosciuta, possa essere situata proprio sotto le zampe della statua che raffigura la Sfinge.

## Ricezione
Questa teoria è respinta con fermezza dagli studiosi di archeologia, dal momento che non vi siano prove sufficienti per poter sostenere l'esistenza di una civiltà così antica, malgrado le interpretazioni di Bauval ed Hancock sull'architettura e la progettazione delle Piramidi e della Sfinge.